# Tom Franklin
Tom Franklin (Fresno, 23 oktober 1950) is een Amerikaans professioneel pokerspeler. Hij won onder meer het $2.500 Omaha Limit-toernooi van de World Series of Poker 1999 (goed voor een hoofdprijs van $104.000,-) en het $5.000 No Limit Hold'em-toernooi van de Fourth Annual Five Diamond World Poker Classic 2005 in Las Vegas (goed voor $434.025,-).
Franklin verdiende tot en met juni 2014 meer dan $3.100.000,- in pokertoernooien (cashgames niet meegerekend).

## Wapenfeiten
Franklin won in 1983 voor het eerst prijzengeld in een prestigieus pokertoernooi (het $1.000 Limit 7 Card Stud-toernooi van Stairway to the Stars in Las Vegas) en speelde zich in 1990 voor het eerst in het geld op de World Series of Poker (WSOP). Dat was het begin van een reeks die op de World Series of Poker 2011 belandde op Franklins 35e WSOP-cash, in het $1.500 No Limit 2-7 Lowball-toernooi.
Franklins hoogtepunt op de WSOP was zijn eerste titel in 1999. Hij kwam vervolgens meermaals dicht bij een volgende. Zo werd hij twee dagen later al vierde in het $3.000 Limit Hold'em-toernooi. Op de World Series of Poker 2001 haalde hij drie finaletafels, waarbij zijn beste resultaat de tweede plaats was in het $2.500 Seven Card Stud-toernooi (achter Paul Darden). Op de World Series of Poker 2006 speelde Franklin zich naar zijn tiende (en elfde) WSOP-finaletafel.
De $7.000 Limit Hold'em Championship Final Day van de PartyPoker.com Million III Limit Hold'em cruise was in maart 2004 het eerste toernooi van de World Poker Tour (WPT) waarop Franklin geld won ($25.968,- voor een twaalfde plaats). Zijn eerste WPT-finaletafel volgde in september 2007, toen hij zesde werd in het $9.700 No Limit Hold'em - Championship Event van het Gulf Coast Poker Championship in Biloxi (goed voor $116.814,-).
Tot de toernooien die Franklin buiten de WSOP en WPT won, behoren onder meer de eerdergenoemde Fourth Annual Five Diamond World Poker Classic 2005, het $1.000 No Limit Hold'em-toernooi van de Midwest Regional Poker Championships 2006 ($27.780,-) en het $355 No Limit Hold'em-toernooi van het WSOP Circuit 2011 in New Orleans ($38.139,-).

## WSOP-titels
| Jaar                       | Toernooi           | Prijs      |
| -------------------------- | ------------------ | ---------- |
| World Series of Poker 1999 | $2.500 Omaha Limit | $104.000,- |